# Jornal Nacional
Jornal Nacional (também conhecido pela sigla JN) é um telejornal brasileiro produzido e exibido desde 1 de setembro de 1969 pela TV Globo. Transmitido de segunda-feira a sábado no horário nobre, é considerado o principal noticiário televisivo em audiência e repercussão no país. Atualmente tem apresentação de William Bonner e Renata Vasconcellos.

## História

### Décadas de 1960 a 1980
Com a apresentação de Cid Moreira, o telejornal entrou no ar em 1969 e foi o primeiro programa gerado no Rio de Janeiro em rede nacional. No encerramento da edição, Cid Moreira disse: "É o Brasil ao vivo aí na sua casa. Boa noite".
Márcia Mendes foi a primeira mulher a apresentar o telejornal, em um 8 de março, Dia Internacional da Mulher. Em 1977, Glória Maria tornou-se a primeira repórter brasileira a entrar no ar ao vivo. Na ocasião foram inaugurados equipamentos portáteis para geração de imagens. Em 1978, o filme de 16 milímetros começou a ser substituído com a instalação da ENG (Electronic News Gathering), que permitia a edição eletrônica de videoteipe (VT), e a edição em VT aumentou a velocidade do telejornalismo.
Em 1983, houve novas mudanças: o Jornal Nacional ganhou a sua primeira vinheta eletrônica.[carece de fontes?] A dupla de apresentadores também mudou: no lugar de Sérgio Chapelin, que apresentava o JN com Cid Moreira, entrou Celso Freitas, que já apresentava eventualmente o telejornal. Moreira e Freitas ficaram juntos no JN até 1989, mesmo ano em que o telejornal estreou abertura, cenário, e logotipos novos.

### Década de 1990
Nos anos 1990, a qualidade do telejornalismo praticado pela emissora apresentou grande melhora. O Jornal Nacional passou a apresentar grandes furos de reportagem, como a violência policial na Favela Naval em Diadema, e a entrevista com PC Farias, no período em que este se encontrava foragido. Outras reportagens de repercussão foram a apuração dos casos de fraude na previdência social, com a prisão de Jorgina de Freitas e o escândalo dos precatórios, entre outros.[carece de fontes?]
Em 1991, pela primeira vez, uma guerra foi transmitida ao vivo, a Guerra do Golfo. Em 1994, pela primeira vez, uma cobertura de Copa do Mundo é ancorada ao vivo do país-sede, os Estados Unidos. Também em 1994, o Jornal Nacional completava 25 anos.[carece de fontes?] No dia 15 de março de 1994, por determinação do Tribunal de Alçada Criminal do Rio de Janeiro, a TV Globo foi obrigada através do Jornal Nacional, a ler um direito de resposta do então governador do Rio de Janeiro, Leonel Brizola, a acusações feitas pelo telejornal.
Em 1996, Cid Moreira (que apresentava o telejornal desde sua estreia) e Sérgio Chapelin passam a bancada para William Bonner e Lilian Witte Fibe.[carece de fontes?] Em 1998, Fátima Bernardes substituía Lilian Witte Fibe, formando com William Bonner, com quem era casada na época, a dupla que esteve no ar até 2011.[carece de fontes?]

### Década de 2000

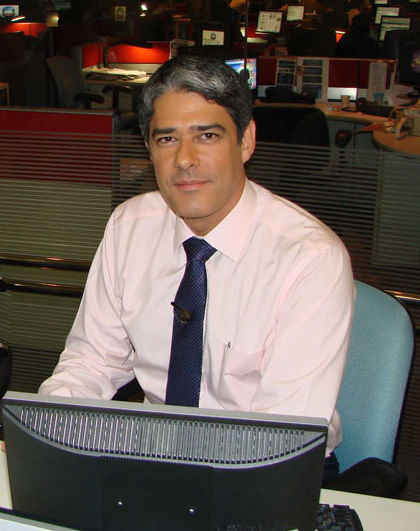
O apresentador e editor-chefe, William Bonner.

Em 2000, o Jornal Nacional mudou o cenário de estúdio e passou a ser apresentado de dentro da própria redação. Pela matéria Feira das Drogas, o repórter investigativo do telejornal, Tim Lopes, ganhou o Prêmio Esso de Jornalismo em 2001. No ano seguinte, Lopes foi morto por narcotraficantes da Vila Cruzeiro no Rio de Janeiro, onde havia sido feita a reportagem. Em 2001, o JN foi indicado ao Emmy de 2002 de melhor cobertura jornalística, pela cobertura dos ataques de 11 de setembro de 2001. Nas eleições de 2002, o Jornal Nacional inovou, realizando entrevistas ao vivo no próprio cenário, com quatro candidatos à presidência.
Em 2006, num link direto com a Estação Espacial Internacional, William Bonner entrevistou o astronauta Marcos Pontes, primeiro brasileiro a viajar no espaço. No mesmo ano, Pedro Bial apresentou a Caravana JN que, durante dois meses, fez reportagens por todo o Brasil, sobre as eleições gerais. A cada duas semanas, o Jornal Nacional foi apresentado ao vivo por William Bonner e Fátima Bernardes, de uma cidade representativa de sua região.
Em 2008, a cobertura do sequestro de Eloá Pimentel pelo ex-namorado fez o Jornal Nacional ser indicado pela quinta vez em sete anos ao Prêmio Emmy Internacional de notícias de 2009.

### Década de 2010-presente
Em agosto de 2010, o Jornal Nacional iniciou seu projeto em relação às eleições naquele ano, com o JN no Ar, que utilizava um avião para visitar cidades dos vinte e seis estados e do Distrito Federal. O projeto, que tornou-se fixo no ano seguinte, foi lançado na cidade de Macapá.[carece de fontes?]
Em 3 de junho de 2011, o JN entrevistou com exclusividade o então ministro-chefe da Casa Civil, Antonio Palocci, dezoito dias depois do político ser acusado de ter ampliado seu patrimônio em vinte vezes entre 2006 e 2010, prestando serviços de consultoria. Nesse período, Palocci havia exercido mandato de deputado federal e coordenou a campanha presidencial de Dilma Rousseff. Sob forte pressão política e da população brasileira, o ministro aceitou falar somente para o telejornal, concedendo a entrevista em seu gabinete, no Palácio do Planalto, ao repórter Júlio Mosquéra. A entrevista, exibida com vários minutos de duração, fez com que o editor-chefe e apresentador William Bonner, encurtasse vários outros blocos naquela edição, para que pelo menos a metade da entrevista fosse levada ao ar, já que a entrevista na íntegra durou horas. A entrevista foi divida em duas partes, ocupando dois blocos do telejornal daquela sexta-feira, sendo a primeira manifestação pública de Palocci desde que uma reportagem do jornal impresso Folha de S.Paulo havia divulgado o aumento do patrimônio do político.
Em 6 de agosto de 2011, William Bonner e Fátima Bernardes leram, no último bloco, um resumo de um documento com os princípios editoriais das Organizações Globo, que em 2014 passaria a ser Grupo Globo. O texto descrevia as normas e condutas que os veículos do grupo deveriam seguir para que, segundo a empresa, houvesse o compromisso de oferecer um jornalismo de qualidade. Uma carta do presidente do grupo, Roberto Irineu Marinho, e dos vices João Roberto Marinho e José Roberto Marinho apresentava o documento. A íntegra do texto Princípios editoriais do Grupo Globo poderia ser acessada a partir dos menus de todos os sites jornalísticos do grupo.

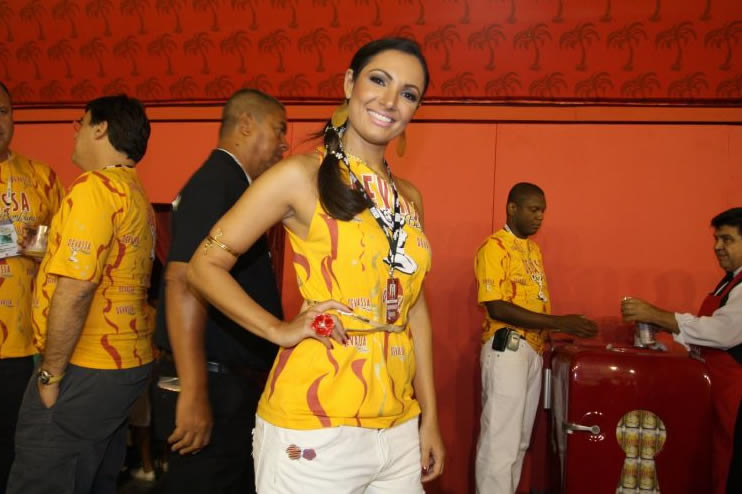
Apresentadora do Jornal Nacional entre 2011 e 2014, Patrícia Poeta.

Mudanças importantes na apresentação do telejornal foram anunciadas pela emissora em uma coletiva de imprensa em 1º de dezembro de 2011. Depois de quase quatorze anos (1998–2011), Fátima Bernardes deixaria a bancada do JN para apresentar o programa de variedades Encontro com Fátima Bernardes, que entrou na grade da Globo em 2012, ocupando o lugar do infantil TV Globinho. Quem a substituiu, dividindo a apresentação com Bonner foi Patrícia Poeta, que estava havia cinco anos no Fantástico. Patrícia, por sua vez, foi substituída no Show da Vida por Renata Ceribelli. Uma edição especial do Jornal Nacional ocorreu no dia 5 de dezembro de 2011, quando Fátima Bernardes passou a ancoragem a Patrícia Poeta. A nova âncora assumiu todas as funções da antecessora no JN, tornando-se também editora-executiva do telejornal, além de apresentadora.
Em 2013 a Globo reconheceu em editorial lido no Jornal Nacional, 49 anos depois e pressionada pelas manifestações de junho do mesmo ano, que o apoio ao golpe militar de 1964 e ao regime subsequente foi um "erro". No dia 18 de março de 2013, um problema técnico fez com que o Jornal Nacional não apresentasse as manchetes do dia na abertura do jornal. Além da tela ter ficado escura, ocorreu o efeito "fast forward" (que acelera a imagem), distorcendo a voz da apresentadora e William Bonner e Patrícia Poeta iniciaram o noticiário sem a apresentação da pauta daquela edição. O apresentador comunicou que a abertura do telejornal "havia sido totalmente prejudicada por um problema técnico", e que iria começar "assim mesmo o Jornal Nacional sem as manchetes do dia".
Entre 20 de abril e 24 de abril de 2015, como parte das comemorações dos cinquenta anos da TV Globo, o telejornal exibiu uma série especial sobre as matérias e coberturas jornalísticas da emissora nas últimas cinco décadas, contadas através de relatos dos âncoras, repórteres, jornalistas e outros membros envolvidos. No último episódio exibido, o Jornal Nacional teve seu último bloco especialmente ancorado por Cid Moreira e Sérgio Chapelin, que junto aos titulares William Bonner e Renata Vasconcellos encerraram a edição. Em 27 de abril, ainda em comemoração aos cinquenta anos da emissora, o telejornal estreou um novo cenário, além de assumir uma característica mais informal, com a interação dos âncoras com os repórteres através de um telão.
Em 19 de junho de 2017, após mais de dezessete anos no mezanino da redação da Globo no Rio de Janeiro, o telejornal passou a ser apresentado dentro de uma nova newsroom construída especialmente para o programa e para o portal de notícias G1, além do posto avançado para a GloboNews. O espaço ocupava uma área de 1370 m² na Central Globo de Jornalismo, localizado na sede da emissora no Rio de Janeiro. Dentre as inovações apresentadas, a redação, que antes era separada do mezanino, ficava em volta do cenário, com um formato circular. As câmeras e gruas passaram a ser controladas remotamente, dispensando o uso dos operadores junto ao cenário. A parte circular do cenário passou a apresentar um painel translúcido curvado de quinze metros de largura, onde os apresentadores passaram a interagir com os repórteres em entradas ao vivo, além de outro painel retrátil com ilustrações, com altura de 3 metros e largura de 16 metros, posicionado sobre a redação. O Jornal Nacional também passou a contar com dezoito ilhas de edição, possibilitando a edição e produção de várias matérias ao mesmo tempo.
Em agosto de 2019 foi publicada uma análise sobre o Jornal Nacional no Jornal Já. O periódico descobriu que a primeira edição do JN, feita sob censura durante a ditadura militar, não se encontra nos arquivos publicados pela Globo. Ao publicar um levantamento sobre a cobertura das crises do governo Bolsonaro feita pelo Jornal Nacional e o Fantástico, o colunista Maurício Stycer, do UOL observou que não é apresentado o ponto de vista de alguns políticos notórios que fazem parte da oposição do governo.
No dia 16 de agosto de 2022, uma deepfake foi compartilhada no WhatsApp, Twitter e YouTube, onde Renata Vasconcellos apresentava uma pesquisa de intenção de votos falsa. Na suposta pesquisa, Jair Bolsonaro liderava a corrida presidencial com 44%, enquanto Lula seguia com 32%, invertendo os dados de uma pesquisa real do Ipec realizada no dia anterior, na qual Lula tinha 44% e Bolsonaro 32%. A TV Globo alertou que o vídeo era falso, e que o Ipec havia denunciado a fraude ao Sistema de Alerta de Desinformação Contra as Eleições, do Tribunal Superior Eleitoral (TSE) e ao Ministério Público Eleitoral (MPE).
Em 9 de janeiro de 2023, a previsão do tempo do JN ganha um novo cenário com novas tecnologias e grafismos.
Em 18 de agosto do mesmo ano, William Bonner chegou a marca de 10 mil dias como titular do Jornal Nacional.

## Apresentadores
Ao longo de mais de meio século de existência, vários apresentadores já passaram pelo Jornal Nacional.
Hilton Gomes e Cid Moreira comandaram a primeira edição do Jornal Nacional, em 1.º de setembro de 1969. No ano seguinte, Hilton foi substituído por Sérgio Chapelin, que formou com Cid Moreira a dupla que mais tempo apresentou o telejornal. Em 1979, Chapelin foi para o Jornal da Globo e o cenário passou a ser menor, com lugar para apenas um apresentador. Cid Moreira estreou o novo cenário em 2 de abril de 1979, data da estreia da segunda versão do Jornal da Globo. Com a extinção temporária do JG em 1981 (voltaria ao ar no ano seguinte), Chapelin voltou à bancada do JN com Cid Moreira, onde permaneceu até 1983, quando foi contratado pelo SBT, tornando-se apresentador de programas de auditório, sendo substituído por Celso Freitas. Mesmo voltando à emissora no ano seguinte, Chapelin somente voltaria a apresentar o JN em 1989, permanecendo na bancada com Cid Moreira até 1996.
Evandro Carlos de Andrade, à época diretor de jornalismo da Globo, promoveu uma grande mudança no telejornal. substituindo Moreira e Chapelin por William Bonner e Lilian Wite Fibe, que assumiram a bancada como parte do projeto de substituir locutores por jornalistas na apresentação dos telejornais da emissora. Mais mudanças ocorreram no telejornal quando Lilian Witte Fibe, depois de uma reunião com a cúpula da emissora, decidiu afastar-se, entrando em férias até a volta ao Jornal da Globo em fevereiro de 1998, e pelos próximos dois meses, vários apresentadores interinos passariam pelo JN. Várias apresentadoras foram cotadas, e Sandra Annenberg, então apresentadora do Jornal da Globo em São Paulo, entrou provisoriamente para o time do JN. Uma semana e meia depois, ela foi convidada a apresentar o Jornal Hoje, trocando de posto com Mônica Waldvogel. Pouco mais de uma semana depois, Waldvogel foi substituída por Carlos Nascimento, trocado dias depois por Ana Paula Padrão, posteriormente substituída por Fátima Bernardes em 30 de março de 1998, fazendo dupla com seu marido William Bonner.

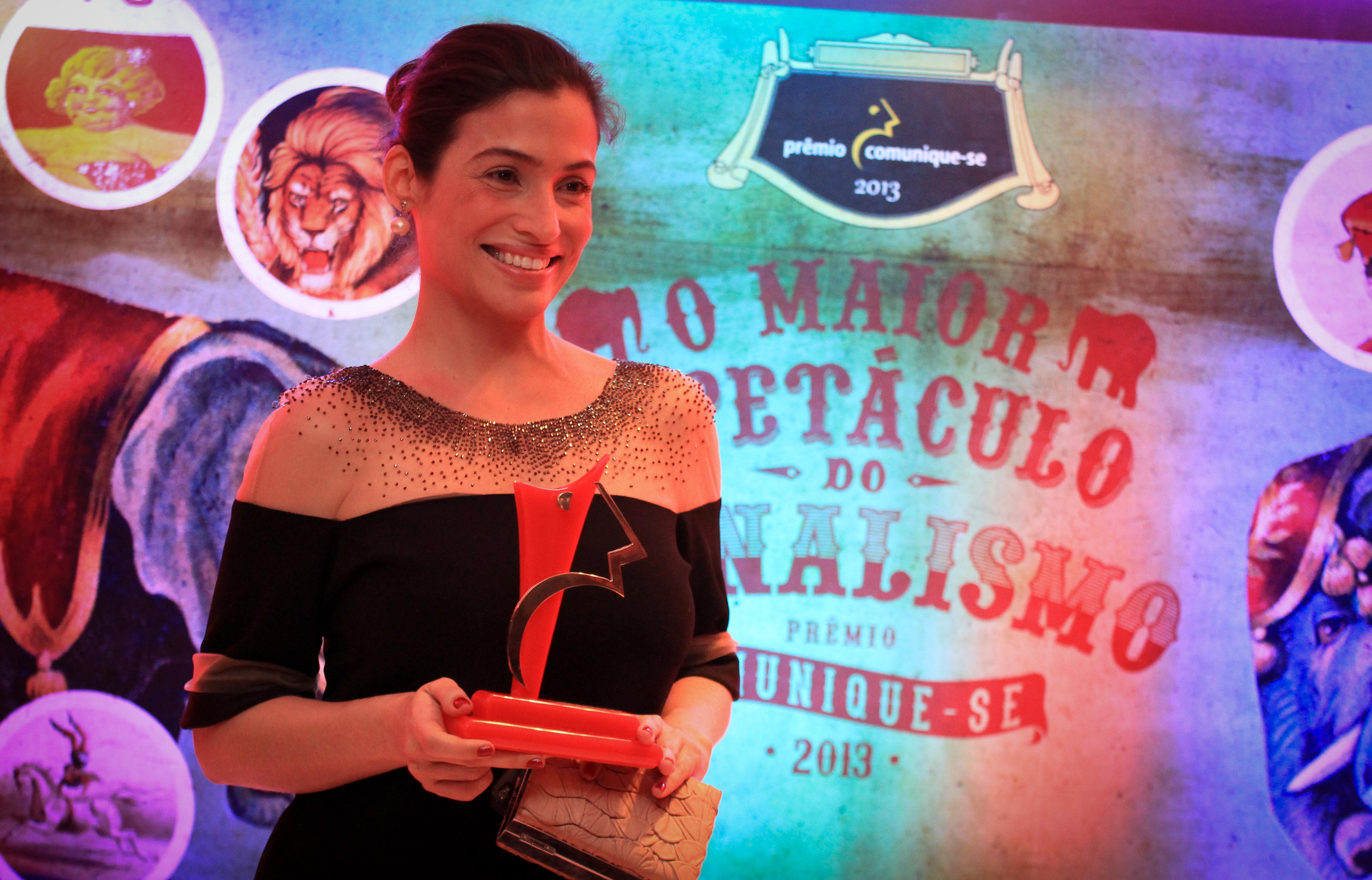
Atual âncora e editora-executiva do telejornal, Renata Vasconcellos

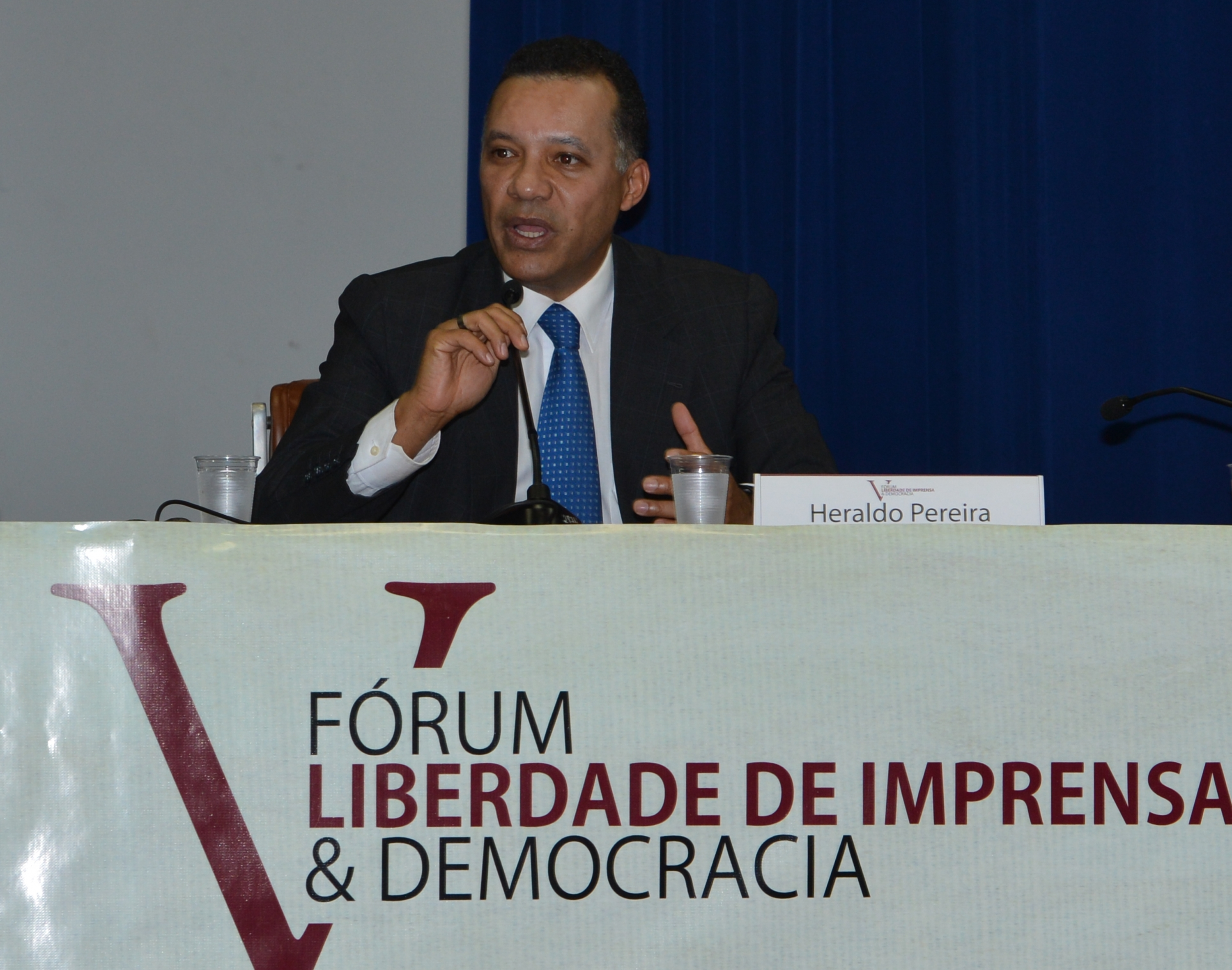
O jornalista Heraldo Pereira foi substituto de Bonner nas ausências deste até 2017, antes de ir para a GloboNews

No dia 5 de dezembro de 2011, Fátima Bernardes deixa o telejornal para comandar o programa matutino Encontro com Fátima Bernardes, assumindo seu lugar no JN, Patrícia Poeta.
No dia 26 de janeiro de 2013, o jornalista Evaristo Costa foi integrado ao rodízio de sábado do JN. Ocasionalmente, por diversas circunstâncias, o programa foi apresentado por outros jornalistas da casa, como Alexandre Garcia (1996–2018) e Mylena Ciribelli (1996–1999).
No encerramento da edição do dia 15 de setembro de 2014, A então âncora do noticiário Patrícia Poeta anunciou que no início de novembro daquele ano, depois de três anos na bancada, deixaria o telejornal e seria substituída por Renata Vasconcellos, que vinha do Fantástico especialmente para assumir a vaga, o que ocorreu a partir do dia 31 de outubro de 2014. Patrícia retornou em 2015 para apresentar o programa de variedades É de Casa, que substitui o infantil TV Globinho.
No dia 31 de janeiro de 2015, a jornalista Giuliana Morrone estreou no JN como nova apresentadora eventual. Em 19 de março de 2016, a jornalista Monalisa Perrone estreou como apresentadora eventual. Em 10 de setembro de 2016, o jornalista Rodrigo Bocardi estreou como apresentador eventual. Em 12 de outubro de 2017, Ana Luiza Guimarães estreou como apresentadora eventual, na vaga de Evaristo Costa. Em 27 de janeiro de 2018, César Tralli estreou como apresentador eventual, no lugar de William Waack. No dia 5 de janeiro de 2019, Dony De Nuccio estreou como apresentador eventual, no lugar de Alexandre Garcia. Em 19 de janeiro, Flávio Fachel estreou como apresentador eventual, no lugar de Chico Pinheiro. Em 16 de fevereiro, Maria Júlia Coutinho estreou como apresentadora eventual, no lugar de Carla Vilhena, sendo a primeira mulher negra na bancada do telejornal.
Em 2020, novos apresentadores fariam parte do rodízio aos finais de semana, férias dos titulares e feriados, cobrindo vagas de profissionais que deixaram a emissora ou a bancada do jornal. Seriam os mesmos jornalistas que fizeram parte do rodízio de apresentadores ao longo de 2019, em comemoração dos 50 anos do telejornal. Mas em 18 de março, em virtude da pandemia de coronavírus, a Globo suspendeu o rodízio de apresentadores por tempo indeterminado. No dia seguinte, a emissora também suspendeu os apresentadores de São Paulo e Brasília da bancada do Jornal Nacional. Em 1 de abril de 2020, o rodízio de apresentadores foi retomado, porém somente com apresentadores que eram moradores do Rio de Janeiro, de modo a evitar contaminações pela doença. Assim, os próprios apresentadores titulares da atração passaram a dar plantões aos sábados devido à escassez de pessoas, como também foram escalados novos plantonistas, como André Trigueiro, Mariana Gross, Hélter Duarte, Mônica Teixeira e Aline Midlej. Em 2 de abril de 2022, com o avanço da vacinação e a queda nos casos de COVID-19, a Globo retomou com os plantões de sábado e as apresentações eventuais com os apresentadores de São Paulo, Belo Horizonte, Recife e Brasília, além de manter os apresentadores do Rio de Janeiro. Na ocasião, César Tralli e Aline Aguiar retomaram com esses plantões.
Em dezembro de 2021, Anne Lottermann deixa a apresentação da previsão do tempo do telejornal para participar do programa de Fausto Silva na Band, Eliana Marques foi a sua substituta.

### Rodízio no cinquentenário
Em comemoração ao aniversário de cinquenta anos do Jornal Nacional, em 1.º de setembro, a TV Globo escalou apresentadores de emissoras locais filiadas à rede em todo o país para apresentar o telejornal aos sábados, de 31 de agosto a 30 de novembro. A cada sábado, o telejornal seria comandado por dois apresentadores de unidades federativas diferentes, sendo um homem e uma mulher. Durante esse período, os apresentadores eventuais ficariam afastados da bancada. A lista dos apresentadores foi divulgada no dia 24 de julho e a sequência em que assumiriam a bancada foi divulgada no dia 2 de agosto. A sequência foi inaugurada em 31 de agosto por Márcio Bonfim, da TV Globo Nordeste (Pernambuco) e Cristina Ranzolin, da RBS TV Porto Alegre (Rio Grande do Sul). Como o número de selecionados era ímpar (representando cada uma das 27 unidades federativas), a edição de 30 de novembro, último sábado da comemoração, seria apresentada pela jornalista do Rio Grande do Norte Lídia Pace, a qual dividiu a bancada com Mário Motta, jornalista catarinense convidado especialmente (já que o estado de Santa Catarina já fora representado) para a apresentação pelo fato de ser o âncora de um mesmo noticiário local há mais tempo dentre todas as emissoras e afiliadas da TV Globo, mais de 33 anos.
Na tabela abaixo, estão listados os apresentadores, as datas em que assumiriam a apresentação, e seus respectivos telejornais e unidades federativas de origem.
| Apresentador      | Telejornal                    | Emissora                   | Unidade federativa de origem              | Data na bancada |
| ----------------- | ----------------------------- | -------------------------- | ----------------------------------------- | --------------- |
| Márcio Bonfim     | NETV 1.ª edição               | TV Globo Nordeste          | Pernambuco                                | 31 de agosto    |
| Cristina Ranzolin | Jornal do Almoço              | RBS TV Porto Alegre        | Rio Grande do Sul                         | 31 de agosto    |
| Ayres Rocha       | Jornal do Acre 2.ª edição     | Rede Amazônica Rio Branco  | Acre                                      | 7 de setembro   |
| Jéssica Senra     | Bahia Meio Dia                | TV Bahia                   | Bahia                                     | 7 de setembro   |
| Luana Borba       | Jornal do Amazonas 1.ª edição | Rede Amazônica Manaus      | Amazonas                                  | 14 de setembro  |
| Sandro Dalpícolo  | Boa Noite Paraná              | RPC Curitiba               | Paraná                                    | 14 de setembro  |
| Philipe Lemos     | ESTV 1.ª edição               | TV Gazeta Vitória          | Espírito Santo                            | 21 de setembro  |
| Ana Lídia Daibes  | Jornal de Rondônia 2.ª edição | Rede Amazônica Porto Velho | Rondônia                                  | 21 de setembro  |
| Carlos Tramontina | SPTV 2.ª edição               | TV Globo São Paulo         | São Paulo                                 | 28 de setembro  |
| Priscilla Castro  | Jornal Liberal 1.ª edição     | TV Liberal Belém           | Pará                                      | 28 de setembro  |
| Fábio William     | DFTV 1.ª edição               | TV Globo Brasília          | Distrito Federal                          | 5 de outubro    |
| Ellen Ferreira    | Jornal de Roraima 1.ª edição  | Rede Amazônica Boa Vista   | Roraima                                   | 5 de outubro    |
| Fabian Londero    | NSC Notícias                  | NSC TV Florianópolis       | Santa Catarina                            | 12 de outubro   |
| Aline Ferreira    | Jornal do Amapá 1.ª edição    | Rede Amazônica Macapá      | Amapá                                     | 12 de outubro   |
| Thiago Rogeh      | Jornal Anhanguera 1.ª edição  | TV Anhanguera Palmas       | Tocantins                                 | 19 de outubro   |
| Taís Lopes        | Bom Dia Ceará                 | TV Verdes Mares            | Ceará                                     | 19 de outubro   |
| Lyderwan Santos   | Bom Dia Sergipe               | TV Sergipe                 | Sergipe                                   | 26 de outubro   |
| Lucimar Lescano   | MSTV 2.ª edição               | TV Morena                  | Mato Grosso do Sul                        | 26 de outubro   |
| Marcelo Magno     | PITV 1.ª edição               | TV Clube                   | Piauí                                     | 2 de novembro   |
| Mariana Gross     | RJTV 1.ª edição               | TV Globo Rio de Janeiro    | Rio de Janeiro                            | 2 de novembro   |
| Matheus Ribeiro   | Jornal Anhanguera 2.ª edição  | TV Anhanguera Goiânia      | Goiás                                     | 9 de novembro   |
| Larissa Pereira   | JPB 2.ª edição                | TV Cabo Branco             | Paraíba                                   | 9 de novembro   |
| Filipe Toledo     | ALTV 2.ª edição               | TV Gazeta                  | Alagoas                                   | 16 de novembro  |
| Luzimar Collares  | MTTV 2.ª edição               | TV Centro América          | Mato Grosso                               | 16 de novembro  |
| Giovanni Spinucci | JMTV 2.ª edição               | TV Mirante São Luís        | Maranhão                                  | 23 de novembro  |
| Aline Aguiar      | MGTV 1.ª edição               | TV Globo Minas             | Minas Gerais                              | 23 de novembro  |
| Lídia Pace        | RNTV 2.ª edição               | InterTV Cabugi             | Rio Grande do Norte                       | 30 de novembro  |
| Mário Motta       | Jornal do Almoço              | NSC TV Florianópolis       | Santa Catarina (mais antigo âncora local) | 30 de novembro  |

Como parte também das comemorações, o Portal G1 publicou uma série especial com cinco temas de reportagens do Jornal Nacional ao longo dos seus cinquenta anos. Os temas escolhidos para a série foram: comunicação, educação, cidades, trabalho e saúde. Em dezembro de 2019, foram confirmados que os jornalistas que participaram das comemorações do cinquentenário serão os novos apresentadores eventuais a partir de 2020.

## Prêmios e indicações
Em 2001, ganhou o Prêmio ExxonMobil de Jornalismo (Esso) especial de telejornalismo, concedido aos jornalistas Tim Lopes, Cristina Guimarães, Tyndaro Menezes, Flávio Fachel e Renata Lyra, pela reportagem "Feira de Drogas". Em 2002, ganhou o Prêmio Vladimir Herzog de Reportagem de TV, pela série de reportagens sobre Raynara, de Manaus, que teve a guarda entregue a uma juíza. A matéria foi produzida por Idenilson Perin. Em 26 de setembro de 2011, o telejornal ganhou o prêmio Emmy Internacional na categoria "notícia" devido à cobertura da expulsão dos traficantes e a ocupação policial do Complexo do Alemão, no Rio de Janeiro, em novembro de 2010. Foi a sétima vez em nove anos que o telejornal chega à final do "Oscar da televisão mundial", sendo a primeira vitória. Além disso, a morte de Tim Lopes, em 2002, nesta mesma região do Rio de Janeiro agregou um significado especial à cobertura jornalística de 2010. Além de receber múltiplas indicações ao Troféu Imprensa (vencendo como melhor telejornal em 1985, 1986, 1997, 1998, 1999, 2004, 2005 (empate com Jornal da Band), 2008 (empate com o Jornal da Globo), 2010, 2012, 2014 (empate com o SBT Brasil), 2015, 2016, 2017, 2018 e 2019) e ao Troféu Internet pelo voto popular (vencendo em 2002, 2003, 2005, 2007, 2008, e todos os anos desde 2010), além de indicações dos próprios âncoras.[carece de fontes?]
| Ano  | Prêmio             | Categoria                                | Indicado            | Resultado | Ref.   |
| ---- | ------------------ | ---------------------------------------- | ------------------- | --------- | ------ |
| 2011 | Emmy Internacional | Notícia                                  | Jornal Nacional     | Venceu    | [ 72 ] |
| 2014 | Prêmio F5          | Apresentador do Ano (jornalismo/esporte) | Renata Vasconcellos | Indicado  | [ 74 ] |
| 2022 | Prêmio iBest       | Notícias e Jornalismo                    | Jornal Nacional     | TOP10     | [ 75 ] |